# Odd Børre
Odd Børre Sørensen (Harstad, 9 de agosto de 1939 – 28 de janeiro de 2023) foi um  cantor pop norueguês. Ficou conhecido na Europa por causa da canção "Stress" que ele cantou no Festival Eurovisão da Canção 1968. Ele cantou no  Kjell Karlsen's Orchestra entre (1962-70) e foi lançando singles durante aquele período. Retirou-se da vida artística a tempo inteiro para se tornar agente de uma companhia de seguros (se bem que ele apareça nas finais norueguesas em 1971 e 1977). Depois de se retirar da vida artística nos inícios da década de 2000, juntou-se a   Kjell Karlsen e na atualidade ainda canta..

## Canções noMelodi Grand Prix
| Ano  | Canção                                         | Posição na final nacional | Posição no Festival Eurovisão da Canção |
| ---- | ---------------------------------------------- | ------------------------- | --------------------------------------- |
| 1964 | "La meg være ung" *                            | 3.º                       |                                         |
| 1968 | "Stress"                                       | 2.º                       | 13.º                                    |
| 1968 | "Jeg har aldri vært så glad i noen som deg" ** | 1.º                       |                                         |
| 1969 | "Lena"                                         | 2.º                       |                                         |
| 1971 | "Ironside" ***                                 | 2.º                       |                                         |
| 1977 | "Make love, not war"                           | 6.º                       |                                         |

- * Odd Børre & The Cannons
- ** A canção vencedora, que tinha sido escrita por Kari Nergaardfoi acusada de ser uma cópia da canção de Cliff Richard "Summer Holiday"" e foi eliminada pela NRK que investigou as acusações. A canção "Stress substituiu-a na Eurovisão
- *** Juntamente com Jan-Erik Berntsen

## Morte
Børre morreu em 28 de janeiro de 2023, aos 83 anos.